# Parafia Najświętszego Serca Pana Jezusa w Bieruniu
Parafia Najświętszego Serca Pana Jezusa – rzymskokatolicka parafia znajdująca się w Bieruniu, w dzielnicy Bieruń Nowy. Parafia należy do dekanatu Bieruń w archidiecezji katowickiej. Została erygowana 1 sierpnia 1925.

## Proboszczowie
- ks. Franciszek Linek (1923–1937)
- ks. Augustyn Zając (1937–1943)
- ks. Szczepan Muras (1945–1962)
- ks. Bronisław Kuczera (1962–1992)
- ks. Jan Dąbek (1992–2019)
- ks. Jacek Łukoszek (2019–2022)
- ks. Marcin Maszczyk (od 2022)

źródło: